# 阿贝分辨率
1873年，德国科学家E.Abbe揭示了传统光学显微镜由于光的衍射效应和有限孔径分辨率存在因此产生的分辨率的极限原理。由于可见光的波动性，其可以发生衍射，因此光束不能无限聚焦。根据此，分辨率极限数值大约为λ⁄2n，其中λ是光波波长，n是样品介质的折射率。